# Boldoväxter
Boldoväxter (Monimiaceae) är en familj av tvåhjärtbladiga växter. Boldoväxter ingår i lagerordningen. Enligt Catalogue of Life omfattar familjen Monimiaceae 266 arter.
Släkten enligt Catalogue of Life:
- Austromatthaea
- Decarydendron
- Ephippiandra
- Grazielanthus
- Hedycarya
- Hemmantia
- Hennecartia
- Hortonia
- Kairoa
- Kibara
- Kibaropsis
- Lauterbachia
- Levieria
- Macropeplus
- Macrotorus
- Matthaea
- Mollinedia
- Monimia
- Palmeria
- Parakibara
- Peumus
- Steganthera
- Tambourissa
- Wilkiea
- Xymalos